# Sithobela
Sithobela, auch Sithobelweni, ist ein Inkhundla (Verwaltungseinheit) mit dem Hauptort Sitobela in der Region Lubombo in Eswatini. Es ist 635 km² groß und hatte 2007 gemäß Volkszählung 30.332 Einwohner.

## Geographie
Das Inkhundla liegt im Süden der Region Lubombo. Die MR 14 ist die Hauptverkehrsader der Region. Im Hauptort Sitobela, im Südwesten des Inkhundla laufen die beiden Straßen MR 14 und MR 25 zusammen.

## Gliederung
Der Bezirk gliedert sich in die Imiphakatsi (Häuptlingsbezirke) Luhlanyeni, Mamisa, Nkonjwa und Nokwane. 